# شهرستان جفرسون (میسیسیپی)
شهرستان جفرسون، میسیسیپی (به انگلیسی: Jefferson County, Mississippi) یک سکونتگاه مسکونی در ایالات متحده آمریکا است که در ایالت میسیسیپی واقع شده‌است.